# Anobothrus mancus
Anobothrus mancus är en ringmaskart som beskrevs av Fauchald 1972. Anobothrus mancus ingår i släktet Anobothrus och familjen Ampharetidae. Inga underarter finns listade i Catalogue of Life.